# Milaor
Milaor (Bayan ng Milaor) är en kommun i Filippinerna. Kommunen ligger på ön Luzon, och tillhör provinsen Camarines Sur. Folkmängden uppgår till 31 150 invånare.

## Barangayer
Milaor är indelat i 20 barangayer.
| - Alimbuyog - Amparado (Pob) - Balagbag - Borongborongan - Cabugao - Capucnasan - Dalipay - Del Rosario (Pob) - Flordeliz - Lipot | - Mayaopayawan - Maycatmon - Maydaso - San Antonio - San Jose (Pob) - San Miguel (Pob) - San Roque (Pob) - San Vicente (Pob) - Santo Domingo (Pob) - Tarusanan |